# مايك رولاند
مايك رولاند (بالإنجليزية: Mike Rowland)‏ هو لاعب كرة قاعدة أمريكي، ولد في 31 يناير 1953 في شيكاغو في الولايات المتحدة.

## وصلات خارجية
- مايك رولاند على موقعبيزبول رفرنس.كوم (الدوري الرئيسي) (الإنجليزية)
- مايك رولاند على موقعبيزبول رفرنس.كوم (الدوري الثانوي) (الإنجليزية)